# Son nom de Venise dans Calcutta désert
Pour plus de détails, voir Fiche technique et Distribution.
Son nom de Venise dans Calcutta désert est un film français réalisé par Marguerite Duras sorti en 1976.
Le film reprend la bande-son d'un autre film de Duras, India Song (1975), et la monte sur des images vides du Palais Rotschild en ruines.          
Le film fait partie du "Cycle indien" de Marguerite Duras.          

## Synopsis
Son nom de Venise dans Calcutta désert n'a pas de "synopsis" au sens traditionnel. L'histoire racontée par la bande-son est empruntée à India Song. Quatre voix évoquent les destins funeste d'une femme d'ambassadeur à Calcutta dans les Indes coloniales dans les années 1930, Anne-Marie Stretter, de son amant Michael Richardson, d'un amoureux étrange et éconduit, le Vice-Consul de Lahore et d'une mendiante lépreuse. Est aussi évoqué le souvenir de la fiancée abandonnée par Michael Richardson, Lola Valérie Stein.
Les images quant à elle sont un long défilé de plans sur le palais en ruines. L'absence de personnages accentue le sentiment fantomatique du texte qui tourne autour de la disparition d'Anne-Marie Stretter.

## Fiche technique
- Titre original : Son nom de Venise dans Calcutta désert
- Réalisation : Marguerite Duras
- Scénario : Marguerite Duras
- Musique : Carlos d'Alessio
- Photographie : Bruno Nuytten
- Production : François Barat
- Pays d'origine :  France
- Durée : 120 min
- Format : couleur - son mono
- Date de sortie : 1976

## Distribution
- Nicole Hiss
- Michael Lonsdale
- Sylvie Nuytten
- Delphine Seyrig